# Conrad Colomer i Rogés

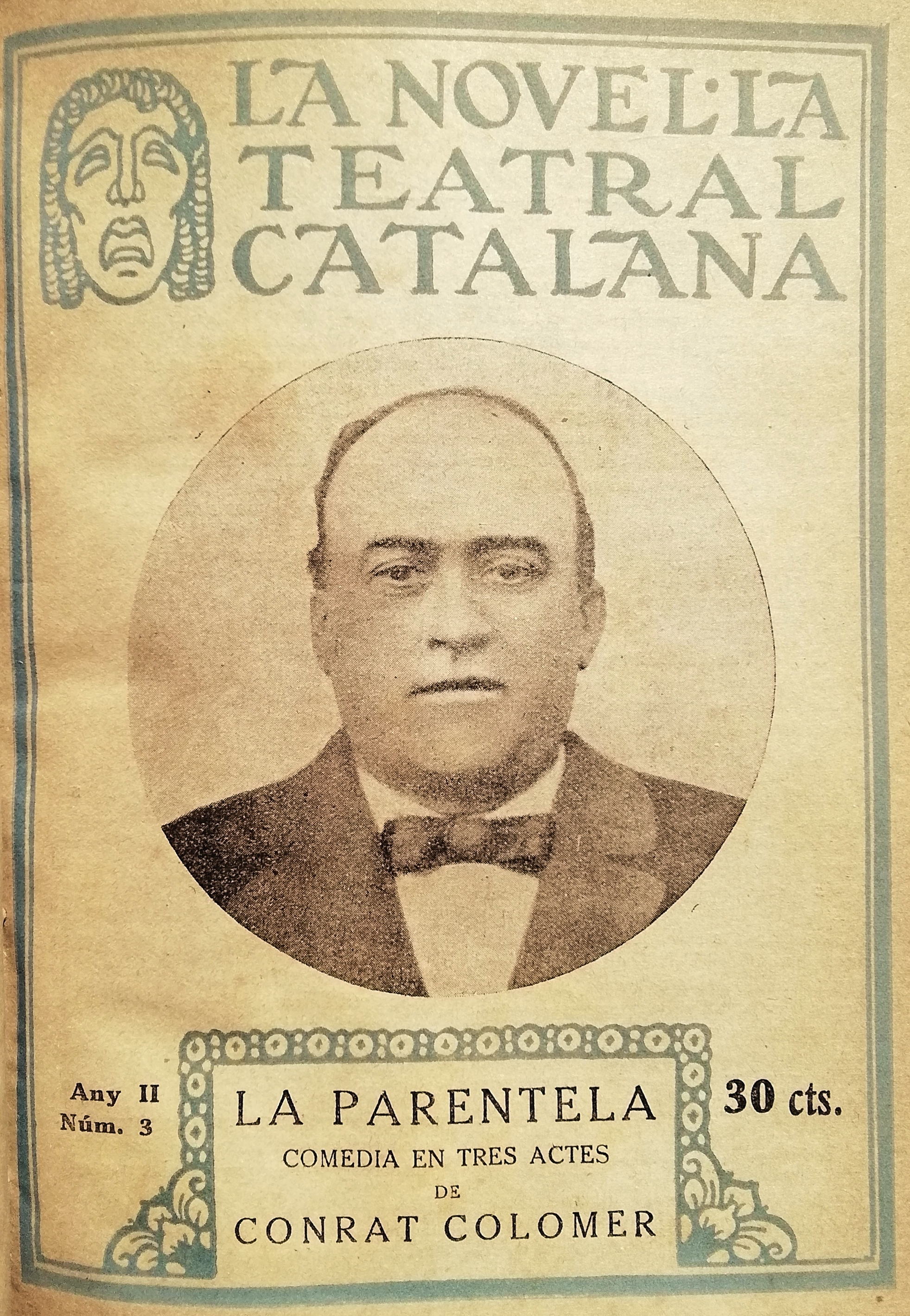
La parentela, comèdia en tres actes de Conrad Colomer. Dins la col·lecció La Novel·la Teatral Catalana, publicada a Barcelona l'any 1919

Conrad Colomer i Rogés (Barcelona, 1841 – 10 de setembre de 1898) va ser autor dramàtic, llibretista de sarsueles, actor i cantant.

## Biografia
Era fill de Josep Colomer i Dolors Rogés i Moragas (1812-1890) nascuda a Mataró.Per a ingressar a l'exèrcit, estudià a l'Escola d'Enginyers Militars de Guadalajara, però el 1866 deixà la carrera militar per a dedicar-se al teatre, com a dramaturg i com a actor còmic. Autor de gran nombre d'obres teatrals en català -encara que també amb producció en castellà-, se'l considera un dels impulsors de la Renaixença catalana. En les seves obres s'hi reflecteixen els sectors més humils de la societat catalana de la seva època. Dirigí el teatre Tívoli de Barcelona.
Adaptà al català operetes franceses i escrigué llibrets per a sarsueles. El somni de la Ignocència (1895), amb música d'Urbà Fando, va ser un gran èxit amb més de tres mil representacions en vint-i-cinc anys.
Mor a Barcelona el 10 de setembre de 1898 a l'edat de 56 anys estant casat amb Rosalia Adzerol.

## Obres

### Teatre
(Entre parèntesis, any de l'estrena)
- A Ca'n xeixanta: comedia en un acte Barcelona: F.Badia, 1901
- A costellas del gendre: comedia en quatre actes Barcelona: Lo Teatro Regional,[2] 1898
- Á qui busca los dels altres... joguina còmica en dos actes (1881), Barcelona: Arxiu lírich-dramátich de R. Montfort, 1887
- Arsenal: obra póstuma de Conrat Colomer, coleccionada per Valeri Serra i Boldú Barcelona: Lo teatro regional, 1898
- ¡Asesino! comedia en un acto (1893) Barcelona: F.Badia, 1901
- Las campanetas: joguina en un acte (1873), arreglada per C.C. i E.V.V., música de Josep Ribera Barcelona: Rafael Ribas, 1873
- La casa tranquila: comedia en tres actes (1879) Barcelona: Arxiu Central Lírich-Dramátich de Rafel Ribas, 1879
- Cuants mes serem, mes riurem, ó La Cartilaginotalgia: pessa en un acte (1877) Barcelona: Jaume Jepús, 1877 (Reeditada el 1880 i el 1906)
- De cobarts no hi ha ré escrit: comedia en un acte Barcelona: J.Puigmacia, 1886
- La firma d'en Rovellat: joguina en un acte Barcelona: Lo teatro regional, 1894[3]
- La llàntia meravellosa. Comèdia màgica estrenada al Teatre Novetats de Barcelona, 1894[4]
- La Guerra a casa: comedia en un acte y en vers (1873) Barcelona: Archiu Central, Lirich-Dramátich de Rafel Ribas, 1873 (Nova edició: B.: Biblioteca Teatro Mundial, 1914)
- La herencia del oncle Pau: comedia en quatre actes Barcelona: Lo teatro regional, 1895
  - José Mª Pous i C.Colomer La Herencia de un mendigo: drama en 4 actos y un prólogo (1906) Barcelona: Imp. Viuda José Miguel, 1907
- La Llupia: joguina en un acte Barcelona: Lo teatro regional, 1896
- Un mal tanto: friolera inverosimil y en vers (1871) Barcelona: Arxiu Central lírich-dramátich, 1871
- El Médico de los niños: drama en cinco actos (1893) Barcelona: Tip. La Académica, 1893
- Lo Meu modo de pensar: llissoneta de moral en un acte Barcelona: Galería Dramática de J.Mola y Casas, 1880
- 1.000 duros: comedia en un acte (1890) Gracia: Imp. J.Miguel, 1890 (Reedició 1900)
- La Parentela: comedia en tres actes Barcelona: Lo teatro regional, 1897'
- Una pessa de dos. Moneda de coure acunyada en vers (1872) Barcelona: Francisco Badia, 1872
- Un sogre de Damocles: joguina en un acte Barcelona: Arxiu lírich-dramátich de R. Montfort, 1887
- La torre de 'ls misteris: comedia en un acte y en vers Barcelona: Imp. J.Jepús, 1876
- Tot es mal que mata: comedia en tres actes Barcelona: Biblioteca de Lo Teatro Regional, 1898
- Un vagó: passos que passan en prosa y escrit en vers (1872), de Narcís Campmany i Conrat Colomer Barcelona: Salvador Manero, 1873 (Reedicions 1883, 1898, 1914)

### Llibrets de sarsueles i d'operetes
- Lo Célebre maneja, sarsuela bufa en un acte amb música de Francisco Pérez-Cabrero. Barcelona: Biblioteca de Lo Teatro Regional, 1897
- Corazón de fuego, sarsuela en tres actes amb lletra de Joan Manuel Casademunt, Conrad Colomer i música d'A. Nicolau
- El diablo en el cuerpo: opereta cómica francesa en tres actos, música del mestre Marenco, lletra de Mm. Blum i Toché, traduïda i adaptada per Conrado Colomé. Madrid: Imp. R.Velasco, 1872
- Las Erradas del papà: sarsuela en un acte (1896), música de Juli Pérez Aguirre. Barcelona: Biblioteca de Lo Teatro Regional, 1896
- Flor de te: sarsuela bufa de costums xinescas en tres actes (1897), amb música de Charles Lecocq. Barcelona: Biblioteca de Lo Teatro Regional, 1897
- La guardiola: opereta
- Ki-ki Ri-ki: opereta bufa en un acte (1887), traduïda i adaptada al català, música de diversos mestres francesos. Barcelona: La Novela Nova, 1887 (Reedició 1914)
- Lo Pou de la veritát: sarsuela fantástica semi-séria en tres actes, dividits en sis cuadros y en vers (1875), amb música de Nicolau Manent. Barcelona: Imp. Narcís Ramirez y Companya, 1875
- Primer jó...: Sarsuela en un acte y en vers (1873), lletra de Conrat Colomer i Narcís Campmany i Pahissa, música de Josep Ribera i Miró. Barcelona: Imp. Salvador Manero, 1872 (Reimpresa el 1879)
- Qui tot ho vol: sarsuela en un acte y en vers, música d'una pila de mestres (1887?) Barcelona: Imp. L'Atlantida, 1899. Es conserva un manuscrit amb una primera redacció del 1887
- Un rapto: zarzuela en tres actos (1887), música d'Antoni Nicolau Madrid: M. Minuesa de los Ríos imp., 1887
- El somni de la innocència (1895), sarsuela en un acte amb música d'Urbà Fando i Rais. Barcelona: Biblioteca de Lo Teatro Regional, 1895 (Reedicions 1896, 1909, 1921). Estrenada al Teatre Jardí Espanyol de Barcelona el 6 de juny de 1895[5]
- Verdalet pare i fill, del comerç de Barcelona (1896), música d'Urbà Fando. Barcelona: Biblioteca de Lo Teatro Regional, 1896. Estrenada al Teatre Jardí Espanyol de Barcelona el 26 de maig de 1896

### Manuscrits inèdits
(Conservats a la Biblioteca de Catalunya)
- L'Estiuet de Sant Martí: comedia en un acte 1879
- La Lampara maravellosa: comedia de magica, basada sobre'l gran ball de'l mateix titol en tres actes y un prolech 1879
- Mentides que no fan mal: comedia en un acte 1877
- La stella confidente: cuadret de costums 1888
- Vostés diran: actet en vers 1871.